# Trendsport
Trendsport ist eine Bezeichnung für neue Sportarten, die sich von traditionellen Sportarten abgrenzen lassen und nicht als Breitensport einzuordnen sind. Eine exakte Definition dieses Begriffs gibt es nicht, eine begriffliche Abgrenzung zu Funsport und Extremsport ist schwierig. Ein Trendsport hat sich im Gegensatz zu einer „Modesportart“ bereits durchgesetzt, ist aber noch nicht zu einer „etablierten“ Sportart geworden.
Laut Duden ist eine Trendsportart eine „neue, noch nicht etablierte und zunehmend beliebte Sportart“.

## Eingrenzung des Begriffs
Ursprünglich sprach man ab den 1970ern von Jugendsportarten, als eine junge Generation sich von den etablierten Sportarten abzuwenden begann.
Der Sportwissenschaftler Jürgen Schwier verwendet den Begriff Trendsport „zur Kennzeichnung jener Veränderungstendenzen des Sports, die (explizit oder implizit) mit bewegungskultureller Erneuerung und Innovation einhergehen. […] Trends im Feld des Sports sind ferner dadurch gekennzeichnet, dass sie unsere eingewöhnten Sportvorstellungen überschreiten und zuvor unbekannte oder vernachlässigte Auslegungen des menschlichen Sich-Bewegens in unseren Horizont rücken.“ Nach seinem Verständnis lässt sich Trendsport unterteilen in die drei Bereiche Fitnessaktivitäten, Funsport und Risikosport.
Allgemein kann man sagen:
- „Etablierte“ Sportarten sind die, für die sich eine Infrastruktur entwickelt hat, sowohl im organisatorischen Sinne (wie Sportverbände, Meisterschaften, Reglements im Wettkampf), als auch im wirtschaftlichen Sinne (wie Anlagen zur Ausübung, Vertriebsschienen der spezifischen Sportprodukte, tourismus- und freizeitwirtschaftliches Marketing, Medienpräsenz als Werbeträger)
- Funsportarten nennt man solche, für die (noch) keine anerkannte wettkampfmäßige oder wirtschaftliche Infrastruktur besteht, salopp gesagt, in denen man nichts gewinnen kann, und mit denen man kein Geld verdienen kann
- Trendsportarten sind solche, die sich aktuell entwickeln: Der Begriff hat Aktualitätsbezug, Sportarten wie Snowboarden, Skateboarden, Rollerskaten, Freeclimbing oder Mountainbiken haben alle in den 1970ern als Jugend-, Fun- und Trendsportarten begonnen, sind aber heute etabliert (im Wettbewerb wie bei den Sportanlagenbetreiben, Sportartikelherstellern und der gesamten Sport und Freizeit-Sekundärindustrie)

Trend- und Funsportarten verschwinden oft genauso schnell wieder aus der Öffentlichkeit, wie sie erschienen sind, oder sie werden zu ernstzunehmenden Sportarten. Umgekehrt können aber auch etablierte Sportarten wieder verschwinden. Und auch Sportarten wie Skifahren, die heute eine enorme touristische Infrastruktur hervorgebracht haben, haben um die vorige Jahrhundertwende als „Spaß“, und dann als „Trend“ begonnen.

## Merkmale
Nach Schwier ist ein wesentliches Merkmal von Trendsportarten, dass sie nicht nur eine Bedeutung als Sportaktivität haben, sondern „kulturelle Ausdrucksformen, deren Code von Außenstehenden nicht vollständig zu dechiffrieren ist“ darstellen. Im Rahmen eines Trendsports entwickele sich eine dazugehörige Szene inklusive spezieller Kleidung, Markenprodukten und eigenem Vokabular.
Ein weiteres Merkmal sei das hohe Tempo, in dem Bewegungen im Trendsport ausgeführt werden. „Im Vergleich zu traditionellen Sportdisziplinen sind viele Trendsportarten geradezu hyperaktiv“. Außerdem konstatiert er einen „Trend zur Extremisierung“. Dieser Trend werde durch die Entwicklung ständig neuer Sportgeräte gefördert. Veranstaltungen, bei denen es um eine Trendsportart geht, werden häufig in Form eines Happenings inszeniert. „Im Bereich des Inline-Skating, des Streetball, des Snowboarding, des Wind- und Kitesurfens, des Beach-Volleyball oder des Street-Soccer ist der Event schon heute der dominierende und von Sponsoren bevorzugte Veranstaltungstyp.“
Trendsportarten sind oft zeitlich limitiert wie im Prinzip jeder Trend. So erlebte das „Stunt-Skating“ oder „Street-Skating“ in den 1990er Jahren einen Boom. 1996 wurden so viele Inline-Skates verkauft wie Kfz zugelassen wurden (ca. 4 Mio.). Inline-Skating konnte seine Popularität jedoch nicht auf dem hohen Niveau halten. Nach Lamprecht und Stamm (2002) wird eine Trendsportart zunächst nur informell und unorganisiert betrieben und ist nur lokal verbreitet. Mit Zunahme der Sportteilnahme entsteht in der Einführungsphase eine Kommerzialisierungschance und ggf. eine Wachstumsphase (sonst ist es kein Trend, sondern eine Mode und bald wieder verschwunden). Es folgt eine Reifephase mit einer Institutionalisierung (in Deutschland meist über den Deutschen Olympischen Sportbund) sowie eine Sättigungsphase, bei der die typischen subkulturellen Eigenschaften des Anfangs nunmehr entfallen sind.
Patrick Stumm hat in seiner Göttinger Dissertation (bei Arnd Krüger) die Entwicklung von Trendsportarten in Deutschland, Spanien und Italien verglichen. Er machte hierbei deutlich, dass die erfolgreichen Trendsportarten alle ihren Ursprung in Kalifornien haben, dass sie aber je nach dem nationalen Ausprägungsgrad der angrenzenden etablierten Sportarten unterschiedlichen Erfolge haben. Da es z. B. in Spanien eine lange erfolgreiche Tradition im Rollschuhlaufen und Rollhockey (rechteckige Anordnung der Räder) gibt, hat sich dort Inline Skating im Gegensatz zu Deutschland kaum durchgesetzt.